# Bison antiquus
Bison antiquus — вимерлий вид бізонів, який мешкав у пізньому плейстоцені Північної Америки приблизно до 10 000 років тому. Він був одним із найпоширеніших великих травоїдних тварин на північноамериканському континенті в пізньому плейстоцені, і є прямим предком нині живого американського бізона разом із Bison occidentalis.
Під час пізньої епохи плейстоцену, між 240 000 і 220 000 років тому, степовий зубр (B. priscus) мігрував із Сибіру на Аляску через Берингів сухопутний міст. Bison priscus жив по всій Північній Америці від Аляски до південної Мексики протягом решти плейстоцену. У західній частині Північної Америки B. priscus еволюціонував у довгорогого бізона B. latifrons, який потім еволюціонував у B. antiquus. Більші B. latifrons, здається, зникли приблизно 22 000 років тому, ймовірно, через еволюційний процес адаптації до нового континенту, включаючи збільшення чисельності популяції. Після вимирання B. latifrons, B. antiquus став дедалі більш поширеним у частинах центральної частини Північної Америки від 18 000 до приблизно 10 000 років тому, після чого цей вид, схоже, дав початок живому виду, B. bison. B. antiquus є найбільш часто виявленим великим травоїдним ссавцем у смолярниках La Brea.
B. antiquus був вищим, мав більші кістки та роги та був на 15–25% більшим за сучасного бізона. Він досягав 2,27 м у висоту, 4,6 м в довжину і вагу 1588 кг.